# Воля-Дрвінська
Воля-Дрвінська (пол. Wola Drwińska) — село в Польщі, у гміні Дрвіня Бохенського повіту Малопольського воєводства.
Населення — 299 осіб (2011).
У 1975-1998 роках село належало до Краківського воєводства.

## Демографія
Демографічна структура станом на 31 березня 2011 року:
|          | Загалом | Допрацездатний вік | Працездатний вік | Постпрацездатний вік |
| -------- | ------- | ------------------ | ---------------- | -------------------- |
| Чоловіки | 152     | 30                 | 105              | 17                   |
| Жінки    | 147     | 32                 | 81               | 34                   |
| Разом    | 299     | 62                 | 186              | 51                   |